# Norbert Burger (Politiker, 1929)
Norbert Burger (* 13. April 1929 in Kirchberg am Wechsel, Niederösterreich; † 27. September 1992 ebenda) war ein österreichischer selbständiger Unternehmensberater sowie deutschnationaler und rechtsextremer Politiker und verurteilter Terrorist.

## Jugend und Ausbildung
Norbert Burger wurde als Sohn des Sägewerksbesitzers und späteren großdeutschen Bürgermeisters von Kirchberg am Wechsel Franz Burger geboren. Franz Burger war seit 1924 Bürgermeister, wurde jedoch 1933 aufgrund seiner radikalen völkischen und antisemitischen Positionen abgewählt und durch einen christlichsozialen Nachfolger ersetzt. Während der Zeit des Nationalsozialismus von 1938 bis 1945 wurde er jedoch wieder in das Amt des Ortschefs eingesetzt. Nach dem Tod des Vaters 1946 erbte Burger sein Elternhaus, ein Sägewerk und mehrere Waldgrundstücke. Das Elternhaus ließ er in den 1970er Jahren weithin sichtbar mit einer großen Elhaz-Rune und dem Spruch „Die Männer sind des Reiches Hüter, das Volk jedoch lebt durch die Mütter“ verzieren.
Norbert Burger war Mitglied des Jungvolks und der Hitlerjugend. Er wurde gegen Ende des Zweiten Weltkrieges als Freiwilliger der Waffen-SS an der Front eingesetzt und war nach eigenen Angaben an Hinrichtungen beteiligt. Er studierte später in Wien und Innsbruck, war Mitglied und später Alter Herr der schlagenden deutschnationalen Wiener akademischen Burschenschaft Olympia, die 1961 durch die österreichische Bundesregierung wegen Unterstützung von Südtirol-Terroristen aufgelöst wurde und der DvpV Alemannia Innsbruck.
1953 wurde er Bundesvorsitzender des Ringes Freiheitlicher Studenten (RFS), der Studentenorganisation der FPÖ, und war Mitglied des „inneren Kreises“ der Freiheitlichen Akademikerverbände. Er gehörte dem inneren Kreis des Neuen Instituts für Zeitgeschehen (Nationales Ideologiezentrum, NIZ) an.
Seine von Ferdinand Ulmer und Eduard Reut-Nicolussi betreute Dissertation legte Burger im Juli 1956 an der Universität Innsbruck vor. Sie behandelte „Die italienische Unterwanderung Deutsch-Südtirols“. Er publizierte 1959 zu Südtirol in den Eckartschriften des Schutzvereins Österreichische Landsmannschaft.

## Politisches Wirken
Burger war Mitgründer des separatistischen Befreiungsausschusses Südtirol (BAS), der sein Ziel, die Abspaltung Südtirols von Italien, mit terroristischen Mitteln betrieb und reklamierte für sich, einer der Führer des BAS zu sein. Aus Wiener und Innsbrucker Burschenschaften rekrutierte er einen Großteil der BAS-Mitglieder. Er wurde deswegen 1961 in Klagenfurt verhaftet. Anschließend ging er in die Bundesrepublik Deutschland und leitete von Augsburg und München aus illegale Aktionen in Südtirol.
1963 wurde Burger in München festgenommen und ausgewiesen. Im selben Jahr trat er aus der FPÖ aus. Im Grazer Südtirolprozess im Jahr 1965 vor einem Schöffengericht erklärte sich das Gericht nach mehrwöchiger Verhandlung für unzuständig, da der Verdacht eines politischen Verbrechens vorlag, der nach damaligem österreichischen Recht nur von einem Geschworenengericht beurteilt werden konnte. Dieser Geschworenenprozess fand in Linz statt und endete am 14. Oktober 1965 mit einem Freispruch für alle 15 Angeklagten. Die Mehrheit der Geschworenen wollte die Angeklagten wegen der verübten Sprengstoffanschläge in Südtirol und der angeklagten Sprengstoffdiebstähle in Österreich nicht verurteilen. Ein Rechtsanwalt teilte mit, die Geschworenen sahen den Strafausschließungsgrund des in Südtirol herrschenden Notstands, daher akzeptierten sie nicht den Vorwurf der Sprengstoffverbrechen, sondern nahmen in Österreich nicht strafbaren Hochverrat an Italien als Tat an. Unterdessen verurteilte ein italienisches Gericht Burger am 20. April 1966 in Abwesenheit zu 28 Jahren Haft.  1967 gründete Burger mit einigen Gesinnungsgenossen die österreichische Nationaldemokratische Partei (NDP), deren Erster Bundessprecher er war und die 1988 wegen nationalsozialistischer Wiederbetätigung nach dem Verbotsgesetz 1947 aufgelöst wurde. In einem Berufungsprozess wurde Burger 1968 in Wien zu acht Monaten verurteilt.
In Italien wurde Burger 1971 wegen terroristischer Aktivitäten in Südtirol in Abwesenheit einmal lebenslänglich und einmal zu 28 Jahren Haftstrafe verurteilt. Den Urteilen lagen Sprengstoffanschläge zugrunde, aufgrund derer u. a. vier Personen – nämlich Carabinieri beim Versuch, das Sprengmaterial zu entschärfen – ums Leben gekommen waren (Anschlag an der Porzescharte). Ab 1975 war Burger Gemeinderat in seinem Heimatort Kirchberg am Wechsel.
Im Jahr 1978 trat er dem Förderkreis der Aktion Neue Rechte (ANR) bei. Bei der Bundespräsidentenwahl 1980 trat Burger als Kandidat an und erreichte 140.000 Stimmen (3,2 %). Seine Wahlkundgebungen wurden von Antifaschisten gestört, was zu gewalttätigen Auseinandersetzungen mit seinen Anhängern führte. Sein Leibwächter Alfred Baar wurde 1981 beschuldigt, Unterstützungserklärungen für die Kandidatur Burgers gekauft zu haben, und verurteilt.
Burger war als Berater am Aufbau der 1977 gegründeten Hermann-Niermann-Stiftung beteiligt, die er bis Anfang der 1990er-Jahre mit Hilfe von Mittelsmännern steuerte. Er schrieb regelmäßig Beiträge in rechtsextremen Zeitschriften wie Die Aula und Klartext.
Burger verstarb am 27. September 1992 in seinem Geburtsort. Der Beisetzung wohnte auch Heinz-Christian Strache bei, der damalige Partner seiner Enkelin.

## Publikation
- Die italienische Unterwanderung Deutsch-Südtirols, Diss., Innsbruck 1956
- Südtirol, ein deutsches Schicksal, Eckartschriften 3, Wien 1959
- Die Selbstverwaltung der Ålands-Inseln: eine Studie über die Lösung einer Minderheitenfrage durch eine wirkliche Autonomie – mit Vergleichen zur Südtirolfrage, Schriftenreihe des Mondseer Arbeitskreises 4, Mondsee-Verlag, Walla 1965
- Südtirol wohin? Ein politisches Problem unserer Zeit – und seine Lösung, Druffel-Verlag, Freising 1966